# Ceromya luteicornis
Ceromya luteicornis là một loài ruồi trong họ Tachinidae.